# Vila Morušovka
Vila Morušovka (též vila Josefa Bečičky nebo vila Hájkových) je společně s Wiplerovou vilou a Vieweghovou vilou jedním z nejstarších domů v oblasti Orlického nábřeží v Hradci Králové, kde vzniklo místo pro vilovou zástavbu po zbourání městských hradeb. Vila Morušovka byla zbudována roku 1902–1903 podle architektonického návrhu Václava Rejchla st.

## Historie
Příručí městské spořitelny Josef Bečička zažádal o stavební povolení na rodinný dům v březnu 1902 a jako projektanta a stavitele si vybral královéhradeckého architekta Václava Rejchla st. Stavební práce započaly na pozemku v dubnu 1902 a v následujícím roce byla vila dokončena.  Krátce po Bečičkových se do domu nastěhovala rodina Hájkových.
Vila se do 21. století zachovala v téměř zcela původní podobě. Poslední vlastníci vilu vlastní od 70. let 20. století do současnosti. V roce 1974 provedli její adaptaci, která spočívala především ve vytvoření stavebně oddělených bytových jednotek.
Některé odborné prameny tuto vilu chybně označují jako Vieweghovu vilu.

## Architektura
Vila Morušovka je dvoupatrový dům se suterénem a půdou, navžený ve stylu novorenesance navazujícím na českou renesanci 16. století. Nejnápadnějším prvkem objektu je osmiboká věž zdobená sgrafity a římsou prolomenou lunetami. Rostlinná sgrafita na věži jsou novodobá, neboť původní malířskou výzdobu již nebylo možné  obnovit. Směrem do ulice vystupuje z fasády rizalit s pilastry s jónskými hlavicemi zakončený renesančním stupňovitým štítem, stejný štít se pak nachází i na boční fasádě. Dalšími zajímavými prvky jsou bosáže na nárožích a průběžná pásová rustika, která pokrývá fasádu celého přízemí. Nad vstupním průčelím se nachází balkón zdobený antickými sloupy a kuželkovou balustrádou – balkón byl realizován později než zbytek domu.
V přízemí i prvním patře byly navrženy analogické byty, vždy o třech pokojích.
Kované oplocení téměř secesního charakteru provedl umělecký zámečník Jan Rabas.

## Galerie

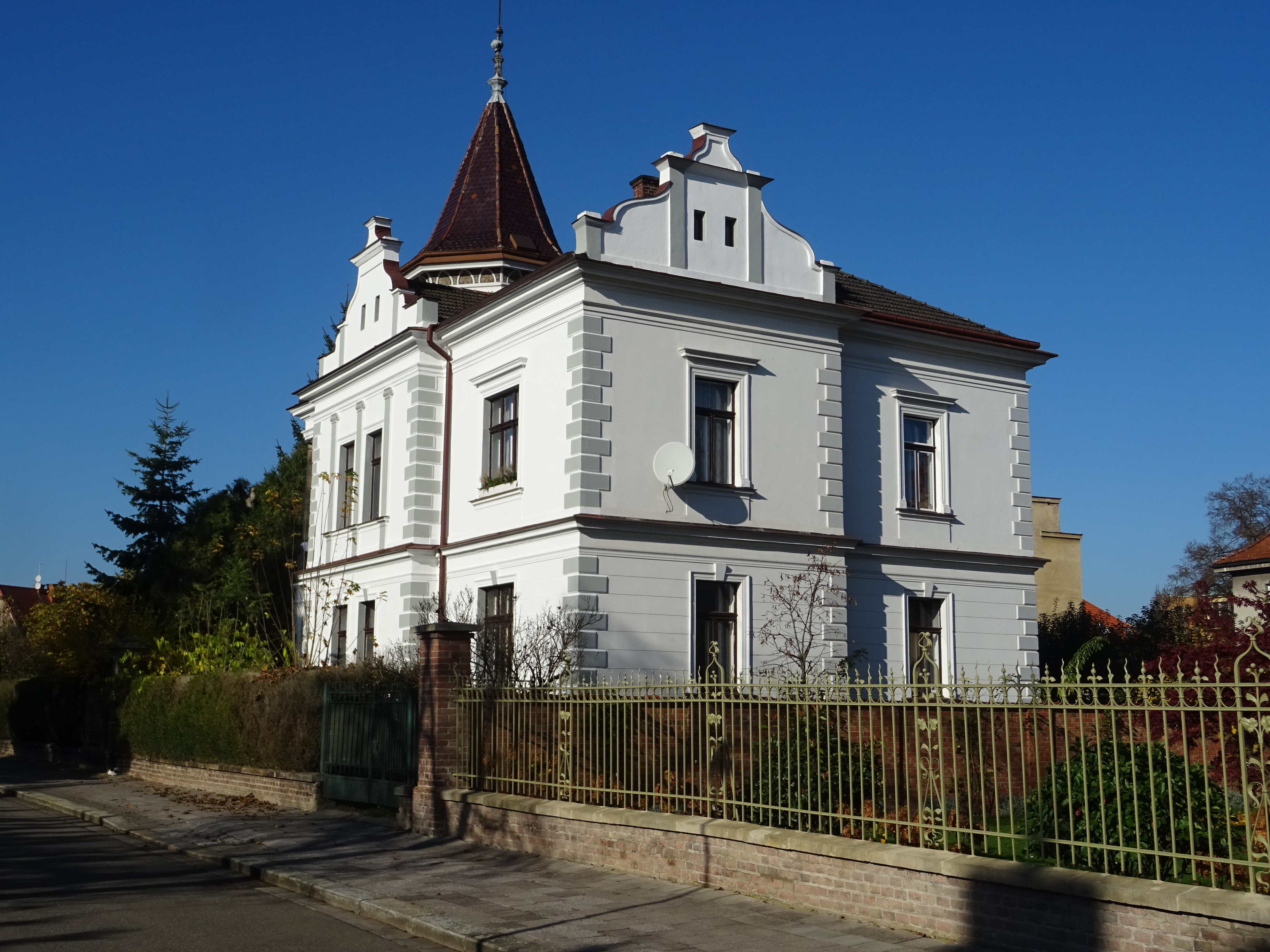
Celkový pohled z jihu
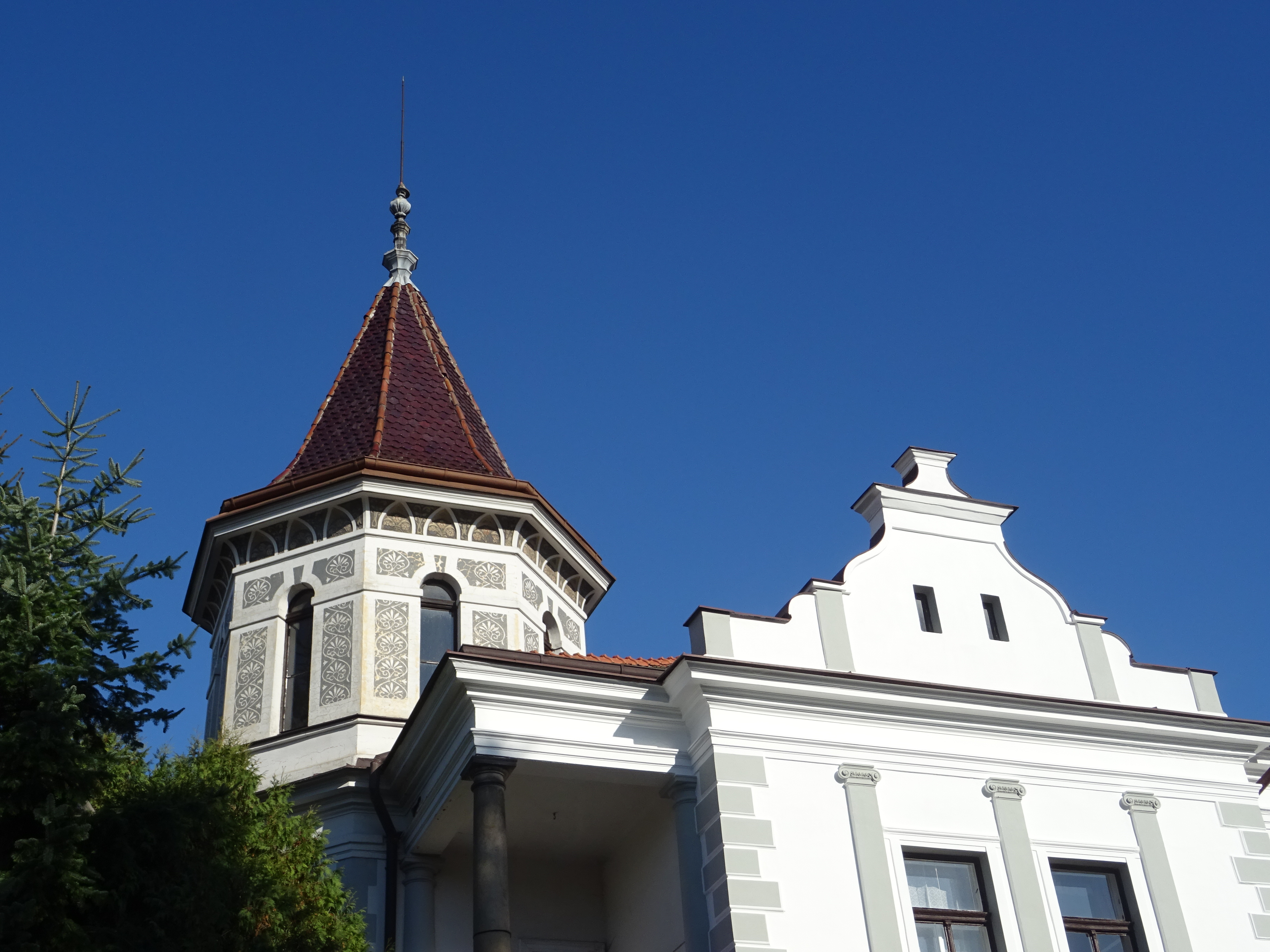
Osmiboká vížka se sgrafity
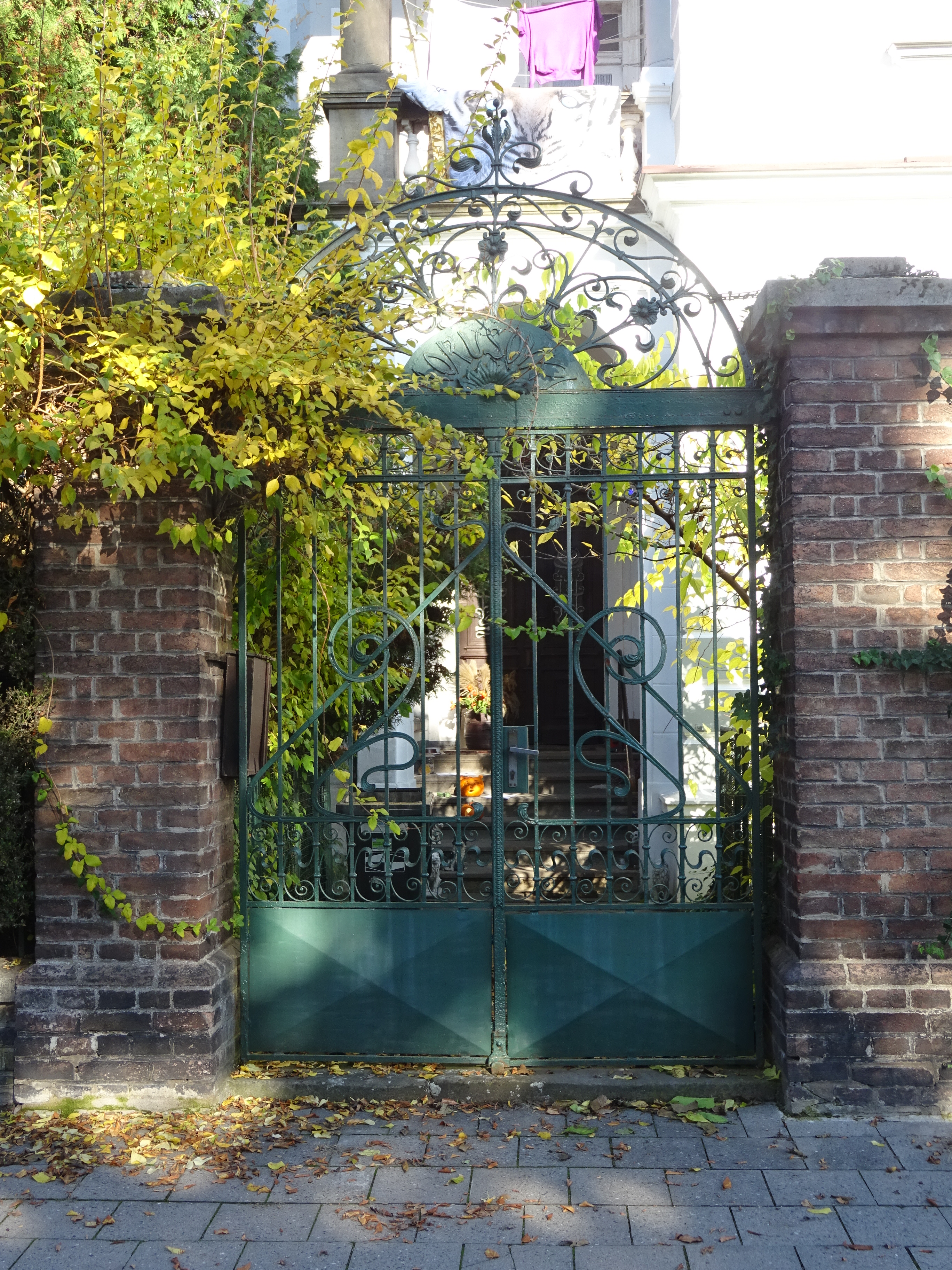
Branka do zahrady
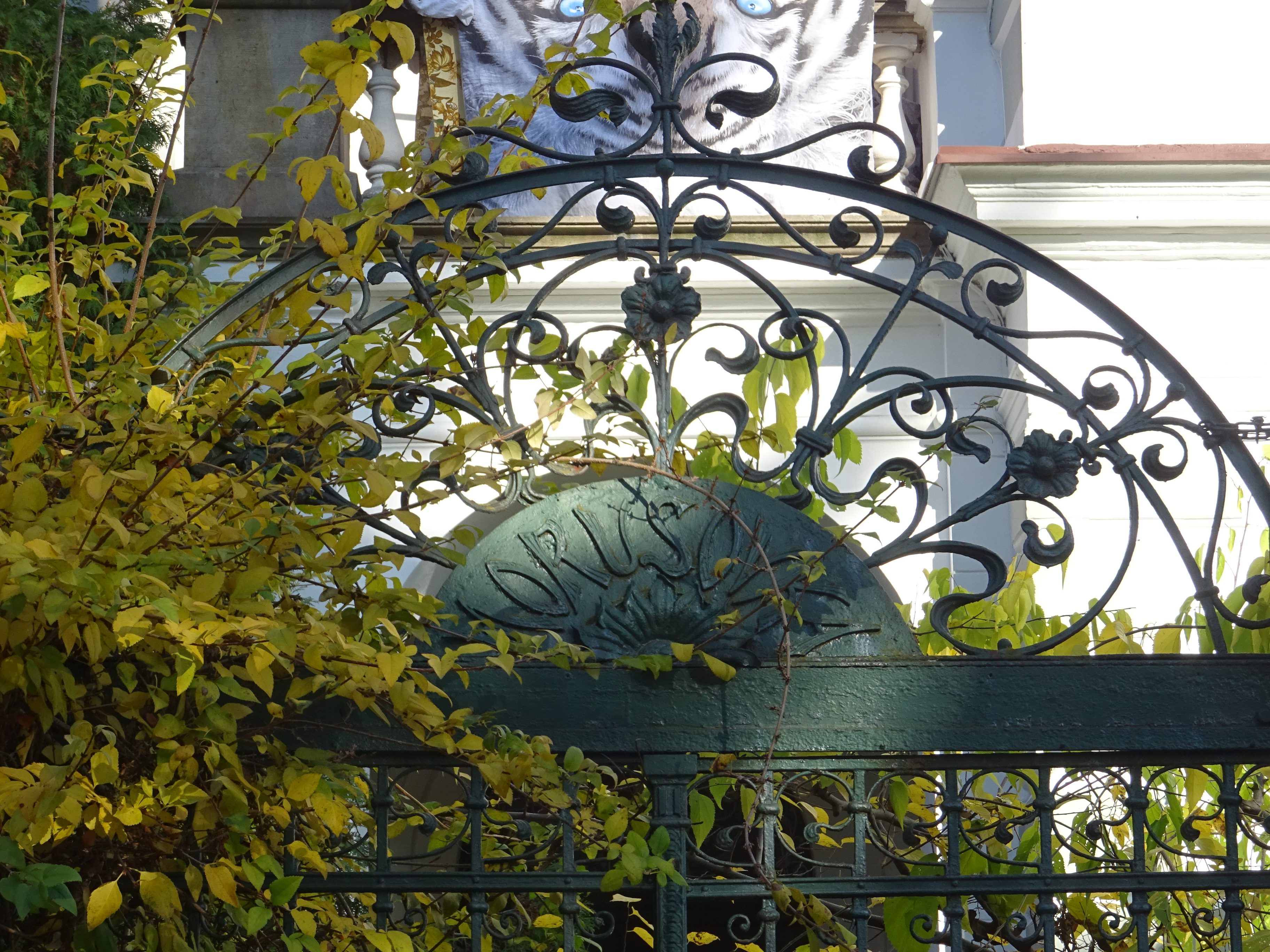
Detail kované branky s názvem vily

## Název
Jako Morušovka byla dříve podle morušových alejí nazývána celá tato oblast, jejíž jméno vila převzala. Nápis Morušovka je možné najít i na kované vstupní brance na pozemek vily.

## Zajímavost
Vila Morušovka je rodným domem srbské spisovatelky Jary Ribnikar, roz. Jaroslavy Hájkové. Jara Ribnikar se v domě narodila v roce 1912 jako dcera ředitele hudební školy Emila Hájka. V sedmnácti letech se po matčině smrti společně s otcem odstěhovali do Bělehradu. Na svoje dětství v Hradci Králové vzpomíná ve své memoárové próze Dítě z Hradce (1988).